# Leisha Hailey

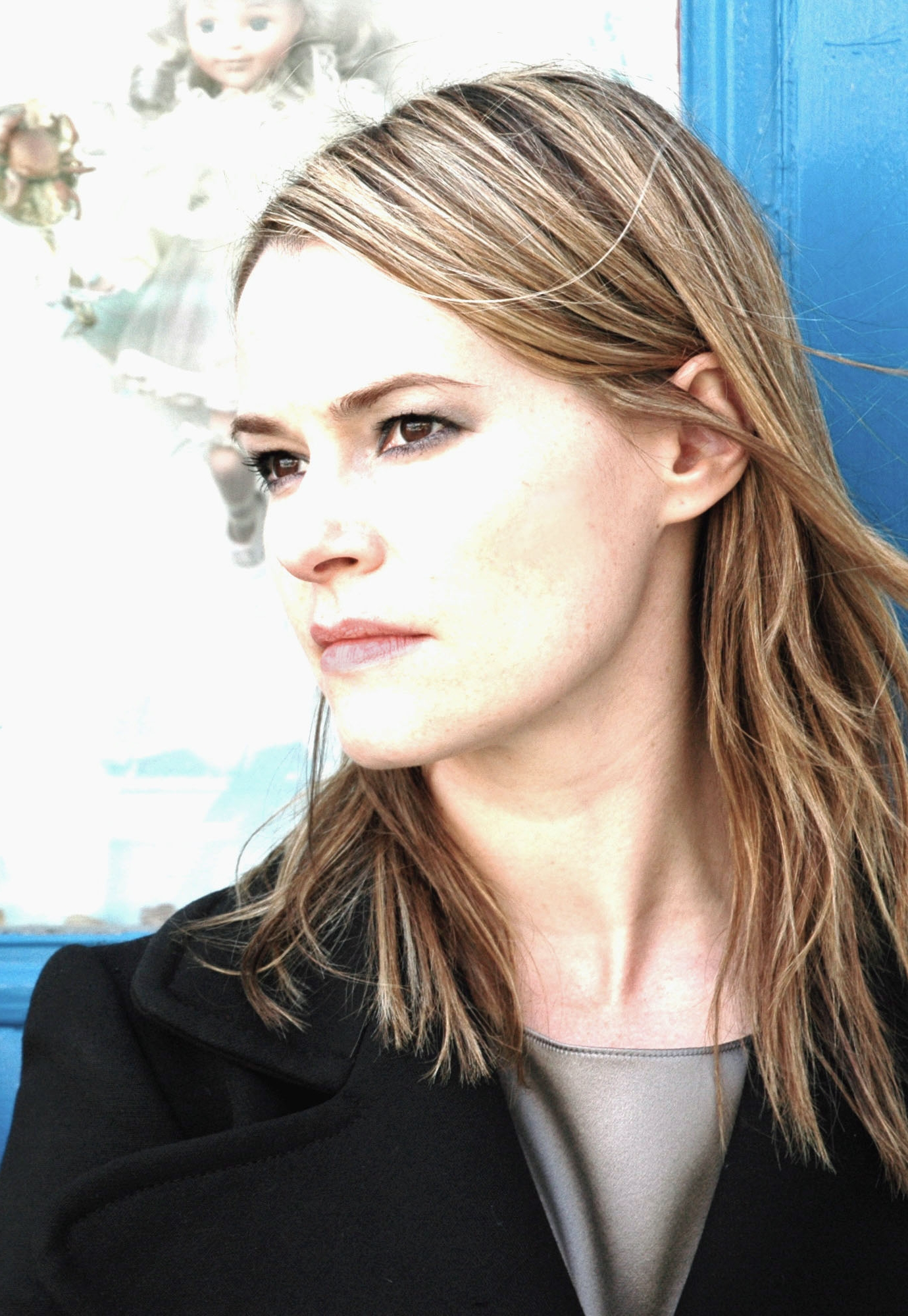
Leisha Hailey

Leisha Hailey (* 11. Juli 1971 in Okinawa, Japan) ist eine US-amerikanische Schauspielerin und Musikerin. In Deutschland wurde Hailey als bisexuelle Journalistin Alice Pieszecki in der US-Fernsehserie The L Word bekannt.

## Leben
Hailey wuchs in Bellevue, einem Vorort von Omaha in Nebraska auf und besuchte dort die Bellevue West High School. Nach der Highschool studierte sie Schauspiel an der American Academy of Dramatic Arts in New York City und schloss ihre Ausbildung 1991 ab. Sie startete ihre Karriere als Musikerin der Band The Murmurs und veröffentlichte mehrere Alben; parallel dazu spielte sie Nebenrollen in einigen Filmen. Sie war einige Jahre die Lebensgefährtin der Musikerin k. d. Lang und seit 2001 mit der Modedesignerin Nina Garduno liiert und verlobt. Im September 2011 wurde bekannt, dass Hailey mit ihrer Bandkollegin Camila Grey liiert ist, als beide wegen eines Kusses eines Flugzeugs verwiesen wurden.

## Musikerin
An der New Yorker Schauspielschule lernte Hailey 1991 Heather Grody kennen und gründete mit ihr das Indie-Pop-Duo The Murmurs. Beide spielten Gitarre, sangen bei einigen Gigs in New York City und veröffentlichten 1992 im Selbstverlag das Album Who We Are. 1994 unterzeichneten sie einen Plattenvertrag bei MCA Records und zogen nach Los Angeles.
Bis 1998 folgten drei weitere Alben, von denen Blender das bekannteste ist. Der Titel Squeezebox Days dieses Albums erschien auf dem Soundtrack des Films All Over Me, in dem Hailey 1997 in einer Nebenrolle auftauchte; zwei Mitglieder der ersten rein weiblichen US-Band The Go-Gos wirkten an Blender mit, und darüber hinaus wurden einige der Songs von k. d. Lang produziert. Im Jahr 2001 änderten Hailey und Grody den Bandnamen in Gush. Seit Januar 2008 bildet Hailey zusammen mit Camila Grey die Band Uh Huh Her. Ihre erste EP veröffentlichten sie am 27. Juli I See Red. Hailey spielt Bass, Gitarre, Keyboard und singt.

## Schauspielerin
Ihre Schauspielerkarriere begann 1997, als Hailey in der Coming-Out-Episode der US-amerikanischen Sitcom Ellen mit Ellen DeGeneres eine kleine Rolle bekam. Im selben Jahr erhielt sie die Nebenrolle des lesbischen Punk-Mädchens Lucy im Film All Over Me, der für den GLAAD Media Award nominiert wurde. Hailey drehte außerdem Werbesports für Yoplait und BMW und hatte Gastrollen in Serien wie CSI: Den Tätern auf der Spur, Boy Meets World und Grey’s Anatomy. In Deutschland wurde Hailey als bisexuelle Journalistin Alice Pieszecki in der US-Fernsehserie The L Word – Wenn Frauen Frauen lieben bekannt. 2011 war sie an der Seite des durch die Serie Queer as Folk bekanntgewordenen Gale Harold im Thriller Fertile Ground zu sehen.

## Diskografie
mit Uh Huh Her:
- 2007: I See Red EP
- 2008: Wait an other Day
- 2008: Common Reaction
- 2011: Nocturnes

mit Gush:
- 2001: Gush

mit The Murmurs:
- 1991: Who We Are
- 1994: Murmurs
- 1994: White Rabbit EP
- 1994: America
- 1997: Pristine Smut
- 1998: Blender

## Filmografie
- 1996: Das Leben und Ich (Boy Meets World, Fernsehserie, eine Folge)
- 1997: All Over Me
- 1997: Ellen (Fernsehserie, eine Folge)
- 1998: Alles nur Sex (Some Girl)
- 1999: Sleeping Beauties (Kurzfilm)
- 2001: Size ’Em Up (Kurzfilm)
- 2002: The Snowflake Crusade
- 2004–2009: The L Word – Wenn Frauen Frauen lieben (The L Word, Fernsehserie, 70 Folgen)
- 2006: Grey’s Anatomy (Fernsehserie, eine Folge)
- 2006, 2010: CSI: Den Tätern auf der Spur  (CSI: Crime Scene Investigation, Fernsehserie, zwei Folgen)
- 2007: La cucina
- 2007–2011: American Dad (American Dad!, Fernsehserie, vier Folgen, Stimme)
- 2009: Maneater (Miniserie, eine Folge)
- 2009: Make Up (Kurzfilm)
- 2009: The Farm (Fernsehfilm)
- 2010: Drop Dead Diva (Fernsehserie, eine Folge)
- 2011: Fertile Ground
- 2012: The New Normal (Fernsehserie, eine Folge)
- 2014: Constantine (Fernsehserie, eine Folge)
- 2015: Supernatural (Fernsehserie, eine Folge)
- 2015: Chasing Life (Fernsehserie, eine Folge)
- 2016: Bosch (Fernsehserie, sieben Folgen)
- 2016: Quarries
- 2017: Silicon Valley (Fernsehserie, zwei Folgen)
- 2017: Dead Ant
- 2019–2023: The L Word: Generation Q (Fernsehserie, 28 Folgen, auch Regie eine Folge)